# Witold Kruk-Ołpiński
Witold Stanisław Kruk-Ołpiński (ur. 4 stycznia 1908 we Lwowie, zm. 25 sierpnia 1973 w Westfield) – polski matematyk, fizyk i psycholog, nauczyciel akademicki, pełnił obowiązki rektora Wyższej Szkoły Pedagogicznej w 1954 roku. Ze względu na przenosiny siedziby tej uczelni z Wrocławia do Opola w 1954 roku określany mianem organizatora wielkiej przeprowadzki 1954 roku.

## Życiorys

### Młodość i wykształcenie
Urodził się 4 stycznia 1908 roku w polskiej rodzinie inteligenckiej we Lwowie. Był synem c.k. komisarza przy zabudowaniu górskich potoków Stanisława Kruka oraz Heleny z domu Freund. We Lwowie odebrał staranne wykształcenie, uczęszczając do tamtejszego gimnazjum. Po jego ukończeniu studiował matematykę i fizykę na Uniwersytecie Warszawskim, a od 1938 roku psychologię w Instytucie Psychologicznym Uniwersytetu Genewskiego. Przygotowując się do pisania pracy dyplomowej przez pewien czas przebywał na stypendium naukowym w Cambridge. Należał do poliglotów, będąc oczytanym w literaturze niemieckiej, angielskiej i francuskiej. Był psychologiem szkolnym w I Gimnazjum Męskim im. gen. Sowińskiego w Warszawie. Na przełomie lat 1932–1933 był na stypendium doktoranckim w Wiedniu, gdzie otrzymał stopień naukowy doktora nauk humanistycznych w dziedzinie psychologii. W 1934 roku przeprowadził nostryfikację dyplomu doktorskiego na Uniwersytecie Warszawskim oraz podjął pracę jako psycholog w szkolnictwie.

### Praca we Wrocławiu
Po zakończeniu II wojny światowej przez pewien czas był zarządcą Zamku Królewskiego na Wawelu, a następnie przeniósł się do Wrocławia, gdzie został adiunktem w Katedrze Psychologii Ogólnej Uniwersytetu Wrocławskiego. Będąc współpracownikiem prof. Mieczysława Kreutza wykładał również w Instytucie Pedagogicznym ZNP, a gdy placówka ta została wchłonięta przez WSP, związał się na stałe z tą uczelnią. W 1948 roku przez kilka miesięcy przebywał na stypendium w ONZ w Nowym Jorku (Stany Zjednoczone). Na WSP pełnił funkcję dziekana Wydziału Matematyczno-Fizycznego .

### Po przenosinach WSP do Opola
Podczas zapadnięcia decyzji o przeprowadzce WSP do Opola został mianowany przez ministra oświaty pełniącym obowiązki rektora i głównym koordynatorem przeprowadzki uczelni. Akcja ta trwała do końca sierpnia 1954 roku. W jej wyniku uczelnia otrzymała nowy gmach po byłym Liceum Pedagogicznym przy ul. Luboszyckiej 3, w którym zlokalizowano bazę dydaktyczną uczelni, rektorat oraz bibliotekę główną. Poza tym WSP dysponowała w tym czasie trzema akademikami, liczącymi łącznie 350 miejsce, przy liczbie studentów równej 450.
Po przenosinach uczelni do Opola pełnił funkcję adiunkta na WSP. Należał do najbardziej popularnych postaci w tutejszym środowisku akademickim. Jako dydaktyk potrafił swoją wiedzą humanistyczną zaciekawić studentów, pomimo iż miał wadę wymowy. Należał także do aktywnych członków PZPR, uchodząc za żelaznego dyskutanta we wszystkich zebraniach ogólnouczelnianych. W 1955 roku przez 10 miesięcy, brał udział w pracach Komisji Nadzorczej Państw Neutralnych w Korei. Pełnił funkcję prorektora WSP w Opolu latach 1951–1961. Często wyjeżdżał z różnymi wykładami gościnnymi za granicę . Zmarł podczas jednego z nich 24 sierpnia 1973 roku w Westfield w Stanach Zjednoczonych . Jego prochy zostały sprowadzone do Polski.
Został pochowany na cmentarzu św. Rodziny we Wrocławiu.